# Leônidas de Castro Melo
Leônidas de Castro Melo (Barras, 15 de agosto de 1897 — Teresina, 24 de maio de 1981) foi um professor, médico e político brasileiro. Governou o Piauí por dez anos sob a ditadura de Getúlio Vargas. Redemocratizado o país, fundou o PSD no estado, representando os piauienses no Congresso Nacional.

## Dados biográficos
Filho de Regino Lopes de Melo e Maria Castro Melo, formou-se médico pela Faculdade Nacional de Medicina, chefiando o Serviço de Profilaxia Geral do Piauí, o Serviço de Profilaxia da Hanseníase e o Serviço de Doenças Venéreas do Piauí. Também professor, dirigiu o Ginásio Oficial do Piauí e depois foi Diretor do Ensino do Estado. Secretário-geral do governo estadual, assumiu a cadeira de governador do Piauí em 3 de maio de 1935, após eleição pela Assembleia Legislativa, sendo nomeado interventor pelo presidente Getúlio Vargas em 23 de novembro de 1937, durante os primeiros dias do Estado Novo, permanecendo no poder até 9 de novembro de 1945.
Fundador do PSD no Piauí perdeu a eleição para senador em 1945 e depois presidiu o Tribunal de Contas do Estado (1946-1950). Eleito deputado federal em 1950 e senador em 1954 (tendo Mendonça Clark como suplente), filiou-se à ARENA com a vitória do Regime Militar de 1964  embora não tivesse mais ambições políticas.
Em seu governo foi inaugurado o Hospital Getúlio Vargas, além de escolas e obras de infraestrutura. Episódios rumorosos, como a queima de casebres em Teresina e o movimento messiânico Pau-de-colher, também marcaram seu governo, além de denúncias de tortura e censura à imprensa. A participação de piauienses na Segunda Guerra Mundial também se efetivou durante o seu mandato.